# NFTO
L'equip NFTO (codi UCI: NPC) va ser un equip ciclista britànic de categoria continental. Creat el 2014, competia principalment als circuits continentals de ciclisme.

## Principals victòries
- RideLondon Classic: Adam Blythe (2014)
- Rutland-Melton International CiCLE Classic: Steele Von Hoff (2014)

### Grans Voltes
- Tour de França
  - 0 participacions

- Giro d'Itàlia
  - 0 participacions

- Volta a Espanya
  - 0 participacions

## Classificacions UCI

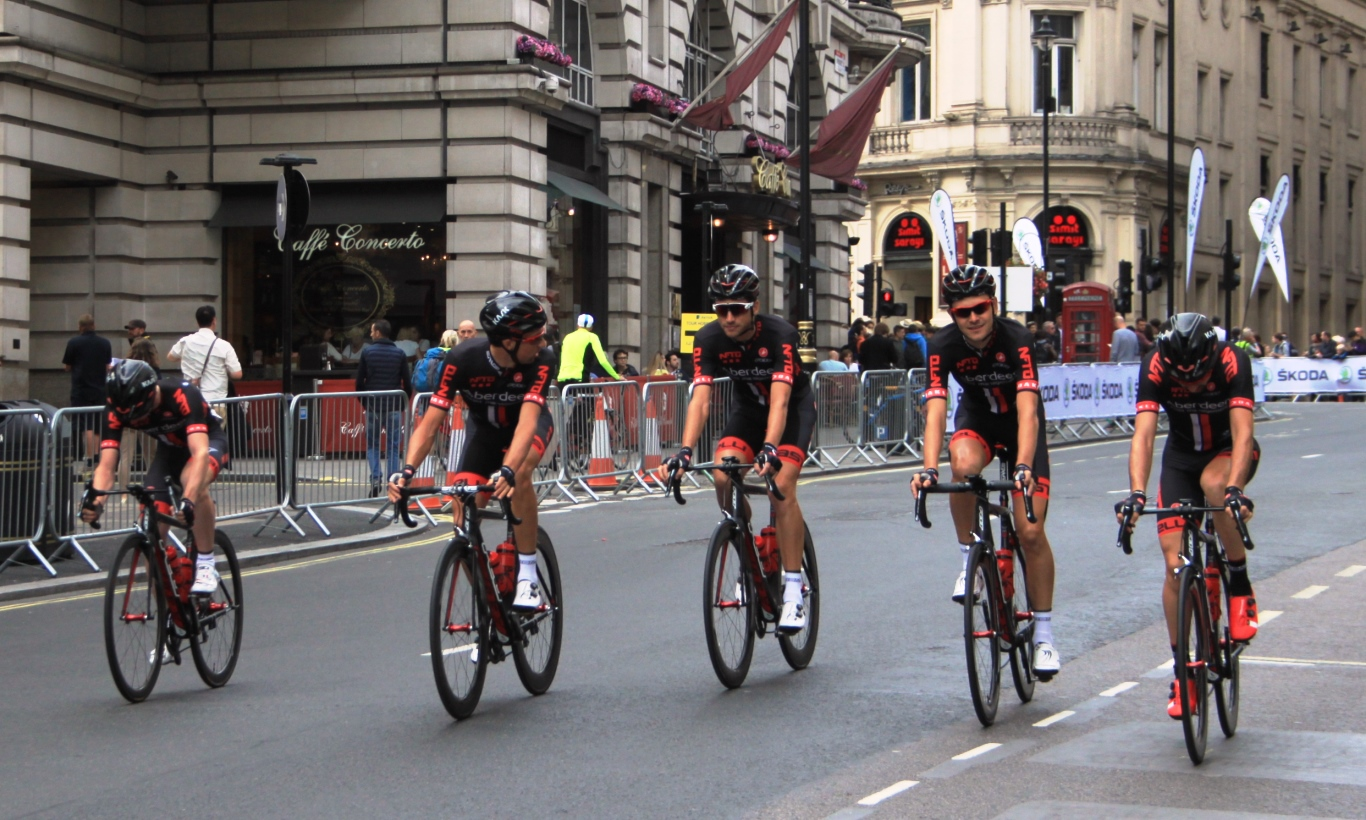
L'equip a la Volta a la Gran Bretanya de 2015

L'equip participava en les proves dels circuits continentals i principalment en les curses del calendari de l'UCI Europa Tour.
UCI Europa Tour
| Temporada | Classificació per equips | Millor ciclista en la classificació individual |
| --------- | ------------------------ | ---------------------------------------------- |
| 2014      | 63è                      | Adam Blythe (90è)                              |
| 2015      | 87è                      | Steele Von Hoff (395è)                         |
| 2016      | 89è                      | Ian Bibby (530è)                               |

UCI Oceania Tour
| Temporada | Classificació per equips | Millor ciclista en la classificació individual |
| --------- | ------------------------ | ---------------------------------------------- |
| 2015      | 8è                       | Steele Von Hoff (17è)                          |